# Лессі (персонаж)

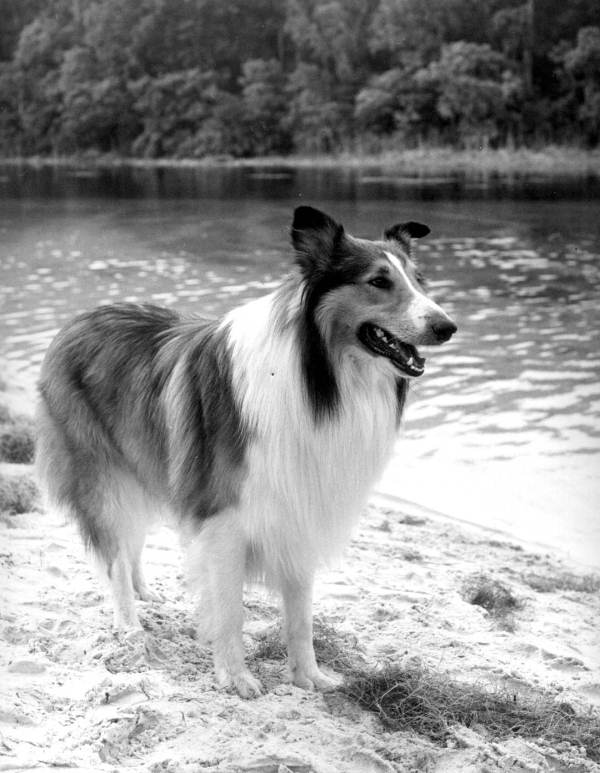
На зйомках фільму про Лессі

Ле́ссі (англ. Lassie) — вигаданий собака породи колі, персонаж багатьох фільмів, серіалів і книжок.

## Характер й опис

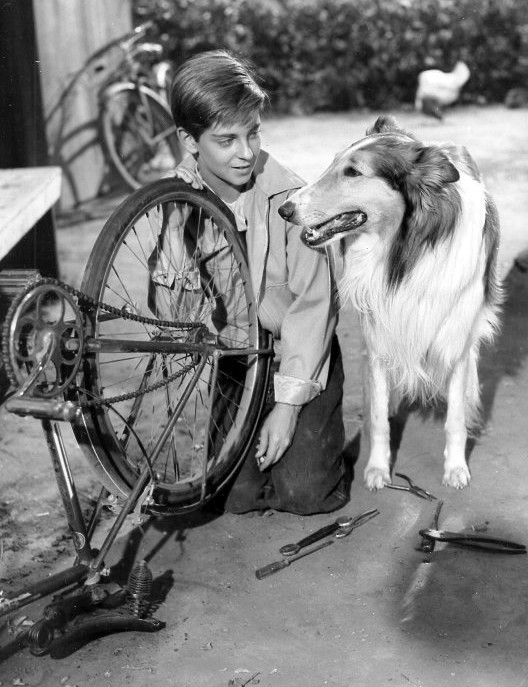
Томмі Реттінг і син Пала на зйомках серіалу 1956 - 1974

Образ Лессі створив англо-американський письменник Ерік Найт; 1897—1943). У 1938 році він опублікував у журналі «Saturday Evening Post» оповідання «Лессі повертається додому», а 1940 року розширив його до розміру роману. Його переклали 25 мовами. В оповіданні Найта йоркширський хлопчик має надивовижу гарного й відданого коллі. Тяжка матеріальна ситуація змушує родину продати Лессі. Малий Джо не може погодитись з утратою улюбленого собаки. Журба ще більше сушить Лессі коли новий хазяїн відвозить її за сотні миль до свого маєтку в Шотландії. Проте інстинкт коллі змушує її втекти. У книзі простежуються відчайдушні зусилля Лессі вернутися до хлопчика, якого вона любить.
1943 року за книгою знято перший фільм під назвою «Лессі повертається додому», який повністю відповідав сюжету книги. Головну роль грав Родді Мак-Дауелл. Відтоді були відзняті численні продовження - фільми, серіали й телевізійні програми, в яких діють персонажі з інших програм.
Різні компанії знімали серіали в 60-ті, 70-ті, 80-ті й 90-ті, на різні сюжети й за участі різних акторів.
Лессі була настільки популярною, що її, одну з небагатьох вигаданих персонажів, нагородили зіркою на Алеї Слави в Голлівуді. Крім неї зірками нагороджені вигадані образи - собаки Рін Тін Тін (Громобій) і Тверде серце (Strongheart), а також Міккі Маус.
У серіалі 1956 - 1974 років у Лессі було декілька господарів. Перших двох звали Джеф (Томмі Реттінг) (повторний показ цих епізодів пізніше було названо «Коллі Джефа») і Тіммі (Джон Провост). Обидва були хлопчиками з ферми й часто допомагали чистити свого супервихованого собаку. Джун Локхарт, яка раніше з'являлась у «Сині Лессі», грала роль матері Тіммі після Клоріс Лічмен. Рейнджер Корі вийшов пізніше, й майже до кінця серіалу Лессі не мала постійного господаря. Перше ніж було закрито серіал він здобув дві премії Еммі.
Першого собаку, що зіграв роль Лессі звали Пал (англ. Pal — «Друг»). Його купили в розпліднику Коллі Глеміс у Каліфорнії. Перший хазяїн не зміг видресирувати собаки й найняв дресирувальників собак Везервоксів (Weatherwax), щоби вони виконали роботу. Коли хазяїн не зміг сплатити рахунок, Пал став собакою дресирувальників братів Руда й Френка Везервоксів. 
Пал і вісім поколінь його нащадків зображували улюбленого коллі в багатьох фільмах і серіалах до кінця 90-х років.
Усі дев'ять Лессі були самцями, хоча грали жіночі ролі (шотл. Lassie — «Дівчина»). Самиці втрачають свою «шубку» щонайменше раз на рік. З огляду на це вона не може грати цілий рік. Крім того, самці коллі більші за розмірами й більш витривалі, й актор-дитина може грати в парі з собакою більш тривалий час.
1998 року «Канадіан філм компані» замінила лінійку собак, й ображені шанувальники Лессі організували міжнародну кампанію протесту The Lassie Network , яку проголосили з вимогою відновити генетичну лінію собак у фільмах і серіалах про Лессі.
Декотрі з собак, що грали Лессі, були власністю Руда Везервокса, який навчав їх до смерті, а потім його сина Роберта Везервокса. Тепер собаки перебувають у власності давнього співдресирувальника Керола Риггінса (Riggins). Авторські права до фільмів і серіалів належать різним компаніям, тому що кожна з них значно змінила початкову історію (сюжет, місце дії, імена героїв, за винятком Лессі).
Деякі епізоди, зокрема «Невелика закоханість» (№ 509, 1969) і «Пороги Білої річки», були відзняті в Дюранго, штат Колорадо, в Будинку пекаря й на річці Анімас, проігнорувавши Міст пекаря, що його використовували для знімання фільму «Буч Кессіді і Санденс Кід».
Теперішня Лессі - Лессі-10 багаторазово з'являлася на публіці, допомагаючи просувати новий фільм, що вийшов на екрани 2006 року.

## Екранізації
1994 року компанії «Nikelodeon» і «Sony Wonder» зняли 6 відеофільмів.

### Серіали
- «Лессі» («Lassie», 1954—1974, 591 серія)
- «Лессі — рятівниця» («Lassie’s Rescue Rangers», 1973, 40 серій, анімаційний)
- «Нові пригоди Лессі» («New Lassie», 1989, 48 серій)
- Famous Dog Lassie (яп. Славний пес Лессі, 名犬ラッシー, мейкен рассі, 1996, аніме, 26 серій)
- «Лессі» («Lassie», 1997, 52 серії)

### Фільми
- «Лессі повертається додому» («Lassie Come-Home», 1943 — Пал грає Лессі, Елізабет Тейлор грає вперше)
- «Син Лессі» («Son of Lassie», 1945 — Пал грає сина Лессі, тоді як різні собаки грають саму Лессі)
- «Мужність Лессі» («The Courage of Lassie», 1946 — Елізабет Тейлор грає вдруге в фільмах про Лессі, Пал грає Білла)
- «Рідні пагорби» («The Hills of Home», 1948 — Пал фактично грає Лессі)
- «Сонце сходить» («The Sun Comes Up», 1949)
- «Можливість Лессі» («Challenge to Lassie[en]», 1949) — знято за книгою «Грейфраєрс Боббі» Елеонори Еткінсон[en], заснованій на історії легендарного Скай тер'єра, відомого як Грейфраєрс Боббі.
- «Лессі з мальованих пагорбів» («The Painted Hills», 1951)
- «Пригоди Лессі у виру золотої лихоманки» («Lassie’s Adventures in the Goldrush», 1951)
- «Велика пригода Лессі» (« Lassie’s Great Adventure», 1963)
- «Політ пуми» («Flight of the Cougar», 1967)
- «Пригоди Ніка» («The Adventures of Neeka», 1968)
- «Мир — наша професія» («Peace Is Our Profession», 1970)
- «Звуки радості» («Joyous Sound», 1972)
- «Лессі й дух Гори, що гримить» («Lassie and the Spirit of Thunder Mountain», 1972)
- «Лессі: Новий початок» («Lassie: A New Beginning», 1973)
- «Магія Лессі» («The Magic of Lassie», 1978)
- «Лессі, найкращі друзі назавжди» («Lassie, Best Friends are Forever» ,1994)
- «Лессі» («Lassie», 1994)
- «Повернення Лессі» («Lassie Returns», 2000)
- «Лессі» («Lassie», 2003)
- «Лессі» («Lassie», 2005)

### Спеціальне
- «Лессі з любов'ю» («To Lassie, With Love», 1974)
- «Історія Лессі» («The Story of Lassie», 1994)
- «Лессі звільнена» («Lassie Unleashed», 1994)